# アロルド・ボンザーニ
アロルド・ボンザーニ（Aroldo Bonzagni、1887年9月24日 - 1918年12月30日）はイタリアの画家、イラストレーターである。ウンベルト・ボッチョーニの友人で、1910年に『未来派画家宣言』に署名した一人である。

## 略歴
フェラーラ県のチェントで生まれた。地元の絵画・工芸学校で マリアリーニ(Marcello Basilio Mallarini: ?-1902)という画家に学んだ後、マリアリーニの勧めで、1906年に母親とミラノに移り、ブレラ美術アカデミーに入学し、チェーザレ・タッローネ (1853-1919)に学んだ。
カルロ・カッラ(1881-1966)や、ウンベルト・ボッチョーニ(1882-1916)、ルイージ・ルッソロ(1885-1947)といった前衛的なスタイルの画家と親しくなり、1910年に『未来派画家宣言』に署名した一人となったが、後に未来派のグループから距離を置いた。
「ウィーン分離派」の機関誌「ヴェール・サクルム（Ver sacrum)」などからウィーン分離派のアーティストの作品を知り、影響を受けより写実的なスタイルのグラフィック・アートの分野の作品を多く制作した。
1912年にミラノの「落選展(Mostra della pittura e scultura rifiutata)」に出展し、ヴェネツィア・ビエンナーレにも出展した。1913年にはベルガモ
で開催された「全国風刺画展(Mostra nazionale della caricatura)」に出展した。1914年にアルゼンチンに渡り、展示会を開き、アルゼンチンの雑誌の挿絵を提供し、ブエノスアイレスの競馬場の壁画を制作した。イタリアに戻り1915年にミラノで作品展を開いた。
第一次世界大戦が始まると多くの愛国的なイラストを描いた。
1918年12月、スペインかぜによって31歳で亡くなった。
1959年に開かれた「ミラノの芸術の50年展-印象派から今日まで(50 anni d'arte a Milano. Dal divisionismo ad oggi) 」という展覧会でボンザーニの作品の何点かが展示された。

## 作品

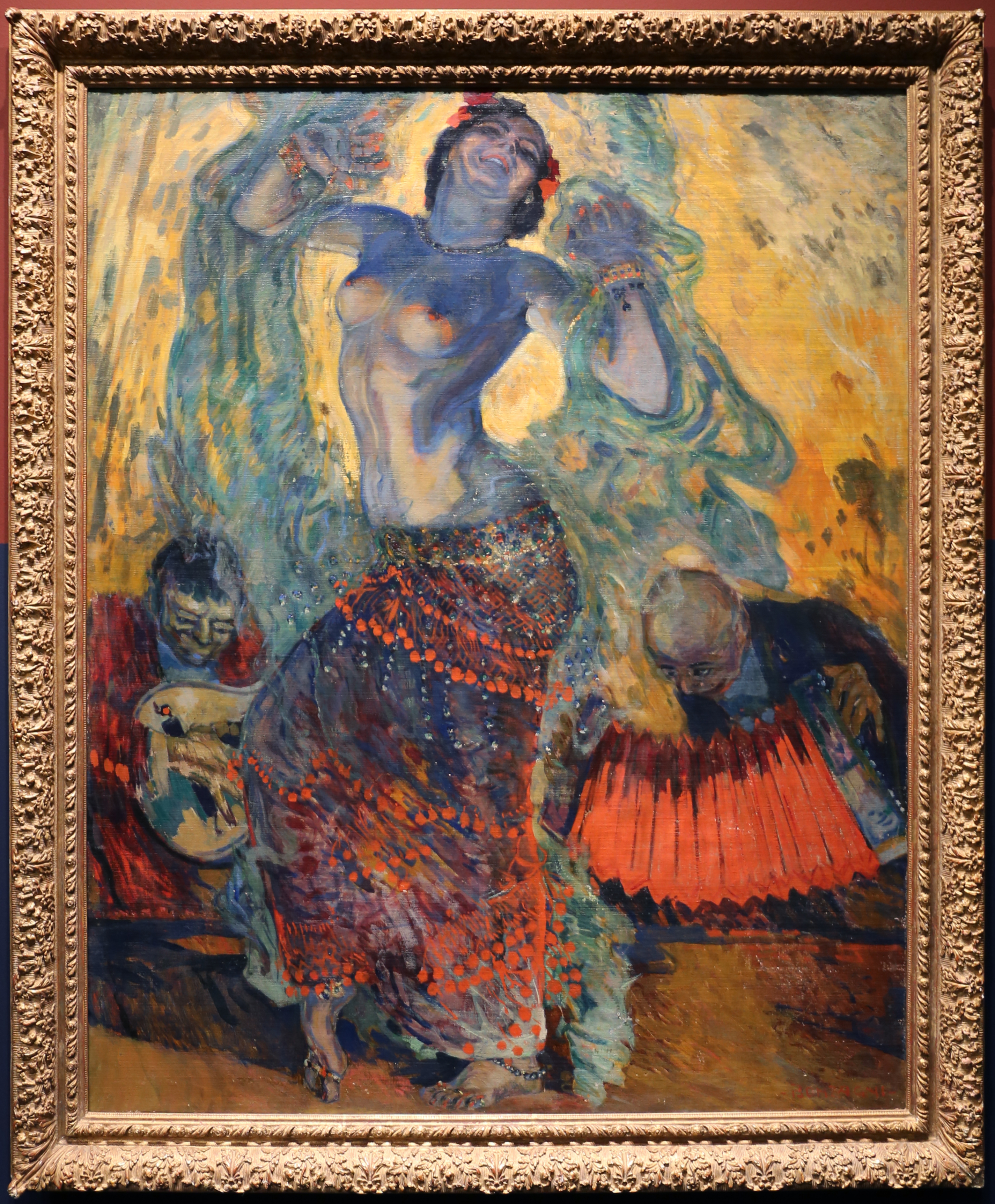
"moti del ventre" (1912)
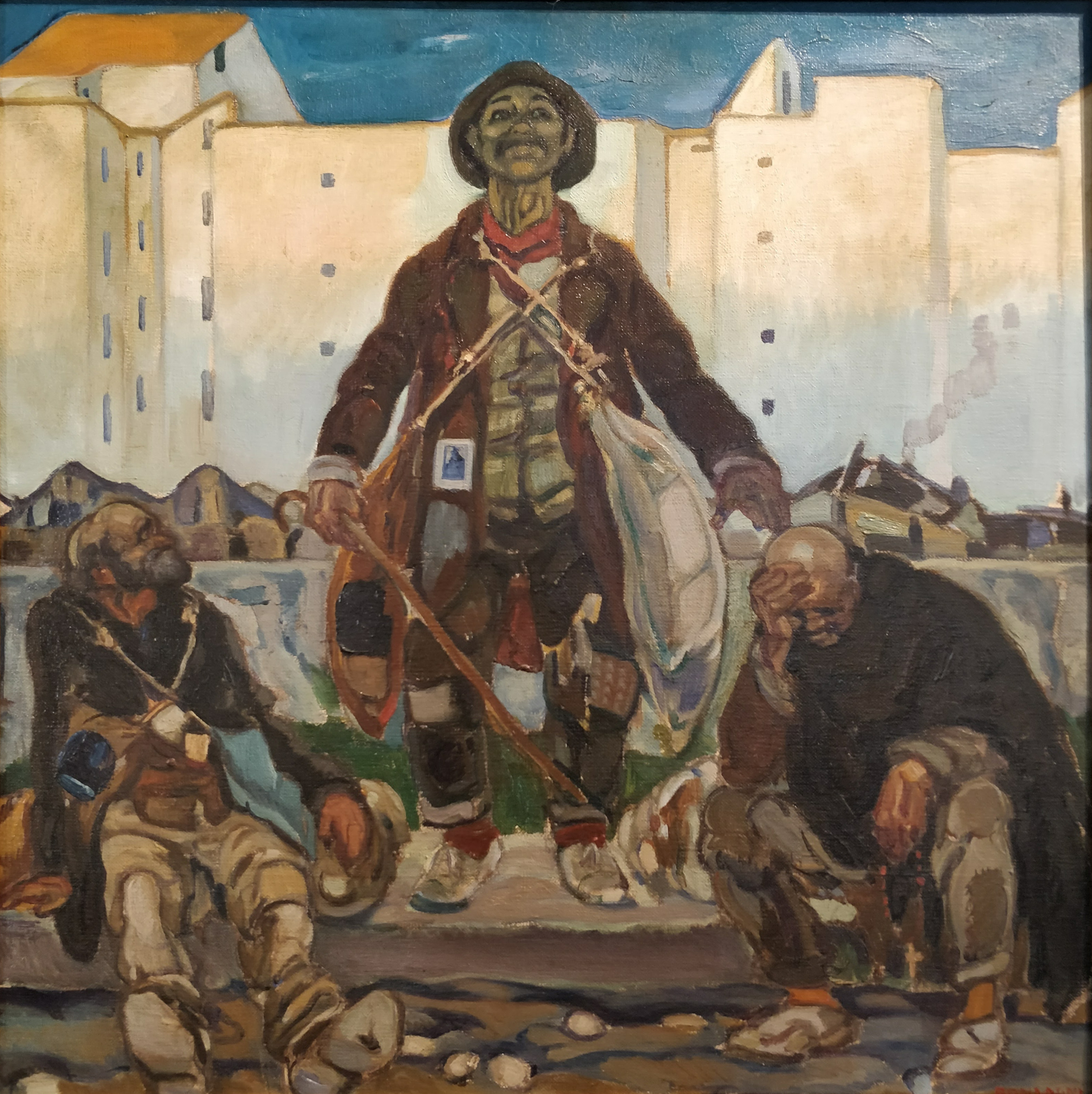
"Rifiuti della società" (1917/1918)
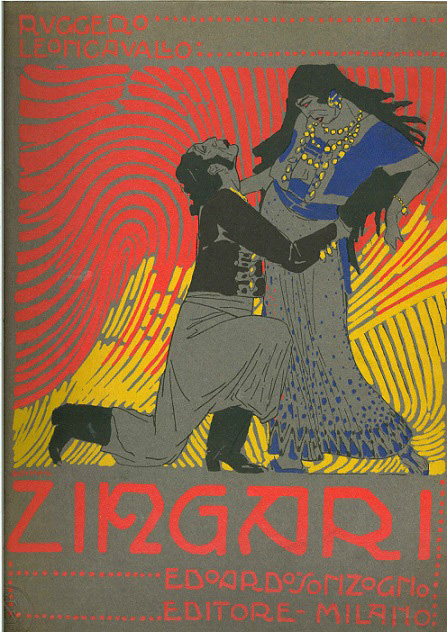
オペラ楽譜の表紙挿絵
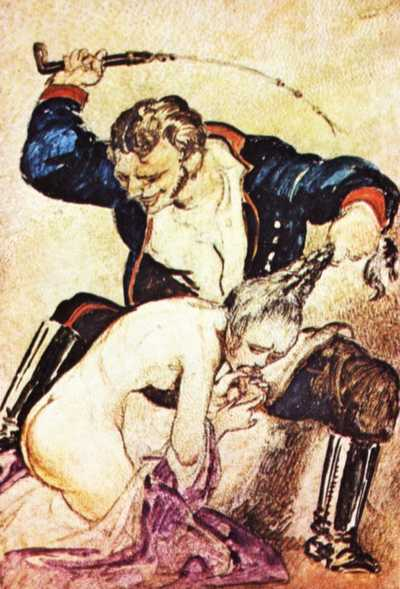